# Urartäischer Helm
Ein Urartäischer Helm ist eine Schutzwaffe aus dem urartäischen Reich.

## Beschreibung
Ein Urartäischer Helm besteht in der Regel aus Bronze. Die Helmglocke ist am unteren Rand rund und verjüngt sich zur Spitze. Auf der Vorderseite können verschiedene Muster in Hochreliefform eingearbeitet sein. Im unteren Bereich sind am Helmrand oft drei bis vier Rillen vorhanden. Am unteren Helmrand befindet sich auf der rechten Seite meist ein Befestigungsring.